# Peter Kampits
Peter Kampits (* 28. Juni 1942 in Wien) ist ein österreichischer Professor für Philosophie im Ruhestand. Er war Vorstand des Instituts für Philosophie der Universität Wien und Dekan der Fakultät für Philosophie und Bildungswissenschaft der Universität Wien. Er ist Mitglied der Bioethikkommission beim Bundeskanzleramt und war von 2012 bis 2016 Universitätsprofessor für Ethik in der Medizin und Leiter des Zentrums für Ethik in der Medizin an der Donau-Universität Krems.

## Leben
Nach der Matura am Hernalser Gymnasium Geblergasse im Jahr 1960 folgten Studien der Philosophie, Psychologie und Geschichte an der Universität Wien. 1965 promovierte er mit der Dissertation zum Thema Das Bild des Menschen bei Albert Camus: ein Mythos vom Menschen zum Dr. phil. Einer der akademischen Lehrer von Kampits war Leo Gabriel.
1966/67 absolvierte er ein Post-Graduate-Studium an der Pariser Sorbonne. In Paris war er als Sekretär von Gabriel Marcel tätig. Ab 1968 war er Universitätsassistent am Philosophischen Institut der Universität Wien. 1970/71 war er Visiting Professor an der University of Alaska Fairbanks.
1974 habilitierte er sich mit der Arbeit zum Thema Die Frage nach dem Anderen: eine Untersuchung der Sozialontologie von Jean Paul Sartre und Gabriel Marcel, 1977 wurde er zum Universitätsprofessor für Philosophie am Philosophischen Institut der Universität Wien ernannt. Im Jahr 1980 hatte er eine Gastprofessur am Philosophischen Institut Beyazit der Universität Istanbul inne.
Von 1987 bis 1991 sowie von 2001 bis 2004 war er Vorstand des Philosophischen Institut der Universität Wien und von 2004 bis 2008 Dekan der Fakultät für Philosophie und Bildungswissenschaft der Universität Wien. Seit 2007 ist Kampits Mitglied der Bioethikkommission beim Bundeskanzleramt, deren zweiter stellvertretender Vorsitzender er seit 2009 ist. An der Donau-Universität Krems war Kampits von 2012 bis 2016 Universitätsprofessor für Ethik in der Medizin und Leiter des Zentrums für Ethik in der Medizin. Darüber hinaus ist er Mitglied des Wissenschaftlichen Beirats des oberösterreichischen Think Tanks Academia Superior.
„Gegenüber der Entwicklung der Universitäten im Zuge des Bologna-Prozesses hat sich Kampits immer wieder kritisch geäußert.“ 2010 sagte er dem Standard: „Angesichts der aktuellen Diskussion um Schule bin ich heilfroh, eine traditionelle Schuldbildung [sic] erhalten zu haben.“ (inkl. Frontalunterricht)
Zu seinen Studenten zählte der Mediziner Karl Hermann Spitzy sowie der spätere EU-Kommissar Johannes Hahn. Letzterer schrieb im Jahr 1987 die Dissertation zum Thema Die Perspektiven der Philosophie heute: dargestellt am Phänomen Stadt bei Kampits. Gegen diese Arbeit wurden von 2007 bis 2011 Plagiatsvorwürfe erhoben und untersucht. Der Rektor der Universität Wien sagte, eine solche Dissertation würde heute nicht mehr angenommen werden.
Kampits wirft der Politik vor, beim Nichtraucherschutz nicht das Wohl der Menschen im Auge zu haben, sondern bevormunden zu wollen. Das Argument, Nichtraucher vor gefährlichem Inhalieren von Rauch schützen zu wollen, sei unhaltbar. Denn die Gefahr des Passivrauchens gibt es laut Kampits nicht, sie sei ein „statistisches Konstrukt“.
Kampits ist verheiratet und hat eine Tochter.

## Auszeichnungen
- 2007: Ehrendoktorwürde der Taras-Schewtschenko-Universität Kiew[1]
- 2008: Wissenschaftspreis des Landes Niederösterreich (Würdigungspreis für Wissenschaft)[16]
- 2008: Großes Silbernes Ehrenzeichen für Verdienste um die Republik Österreich[17]
- 2011: Goldenes Ehrenzeichen der Stadt Wien[18]
- 2012: Silbernes Komturkreuz des Ehrenzeichens für Verdienste um das Bundesland Niederösterreich[19]
- 2018: Ehrenurkunde der Universität Wien – Fakultät für Philosophie und Bildungswissenschaften[20][21]

## Publikationen (Auswahl)
- 2014: Biologie und Biotechnologie – Diskurse über eine Optimierung des Menschen (gemeinsam mit Jürgen Habermas, Hubert Christian Ehalt und Ulrich H. J. Körtner). Wien, Picus Verlag. ISBN 978-3-85452-587-5
- 2011: Wer sagt, was gut und was böse ist? Wien, Ueberreuter. ISBN 978-3-8000-7476-1
- 2004: Jean-Paul Sartre. München, Beck-Verlag. ISBN 3-406-51086-8
- 2002: Zur Aktualität von Albert Camus. (gemeinsam mit Zohra Bouchentouf-Siagh) Wien (Wiener Vorlesungen, Feber 2000[22]), Picus-Verlag. ISBN 3-85452-381-5
- 1996: Das dialogische Prinzip in der Arzt-Patienten-Beziehung. Passau, Wissenschaftsverlag Rothe. ISBN 3-927575-51-8
- 1994 (als Hrsg.): Medizin – Ethik – Recht. Beiträge des Symposiums und des Postgradualen Lehrganges am Zentrum für Ethik und Medizin. Comers, Salzburg.
- 1990: Die Auslandskulturpolitik Österreichs: Konzepte, Strukturen, Perspektiven. Wien, Braumüller-Verlag. ISBN 3-7003-0854-X
- 1985: Ludwig Wittgenstein: Wege und Umwege zu seinem Denken. Graz, Wien, Köln, Verlag Styria. ISBN 3-222-11649-0
- 1984: Zwischen Schein und Wirklichkeit: eine kleine Geschichte der österreichischen Philosophie. Wien, Österreichischer Bundesverlag. ISBN 3-215-05005-6
- 1975: Gabriel Marcels Philosophie der zweiten Person. Wien, München, Oldenbourg-Verlag. ISBN 3-486-44291-0
- 1975: Sartre und die Frage nach dem Anderen: Eine sozialontologische Untersuchung. Wien, München, Oldenbourg-Verlag. ISBN 3-486-44151-5